# 容庚故居
容庚故居，位于中国广东省东莞市东莞市城区旨亭街，为东莞市的一个省级文物保护单位，类型为近现代重要史迹及代表性建筑，公布时间为2008年11月。
容庚故居的历史年代为清代。